# Erwin Bowien
Erwin Johannes Bowien (3. září 1899, Mülheim an der Ruhr – 3. prosince 1972, Weil am Rhein) byl německý malíř a autor.

## Životopis
Bowien se narodil v rodině stavebního inženýra z východním Prusku. Odtud byla i jeho matka pocházející z rodiny, která se do Východního Pruska přestěhovala v 18. století.

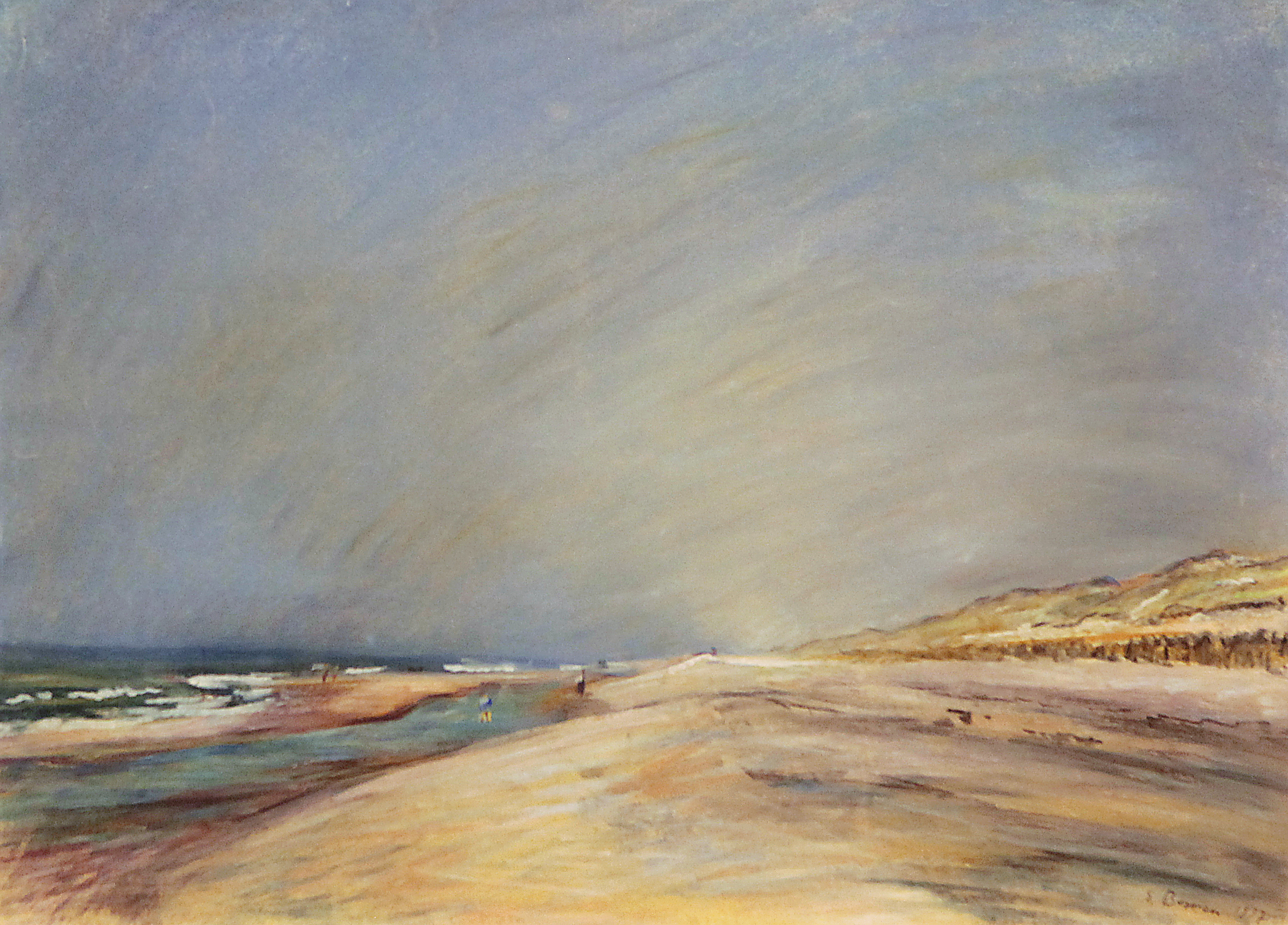
Sbírka děl 1141 – Léto na nizozemském pobřeží v Egmontu, 1937

Bowien chodil do školy v Berlíně, vystudoval gymnázium a „Ecole professionelle“ v Neuchâtelu (Švýcarsko). Po první světové válce studoval na Akademii umění v Mnichově, Akademii umění v Drážďanech a Akademii umění v Berlíně. Poté čtyři roky sám učil a vedl přednášky o dějinách umění pro Volkshochschule v Solingenu.
Po převzetí moci nacisty odešel Bowien, který byl odpůrcem této strany, do Nizozemska. Od roku 1933 do roku 1942 žil jako svobodný umělec v severonizozemské vesnici Egmond aan den Hoef, v původním domě filozofa Reného Descarta. Po narození princezny Beatrix v roce 1938 napadlo Bowiena portrétovat děti v Egmond aan den Hoef, které spatřily světlo světa v roce 1938. Obrazy obec Egmond předala královskému rodinnému archivu.
Bowien svá díla představil na výstavách v Haagu, Hoornu, Alkmaaru a Schoorlu. Proslavil se tam jako malíř a kreslíř krajin, pohledů na moře a duny pastelem.
Bowien byl po německé okupaci Nizozemska zatčen a tři dny vězněn. Z Německa obdržel informaci, že ho jeho kolegové chtějí ukrýt. Této nabídky využil a skončil v malé vesnici v Bavorsku, kde zůstával až do konce války bez zájmu úřadů. Po druhé světové válce mimo jiné navštívil Norsko a Švýcarsko. Výstavy jeho děl se konaly v mnoha velkých městech v Německu, ale také v Kodani a Paříži, a jeho tvorba je k vidění v několika muzeích.
Bowien zemřel 3. prosince 1972 v domě ve městě Weil am Rhein. 20. října 1976 bylo v Německém muzeu čepelí v Solinegenu založeno Sdružení přátel Erwina Bowiena eV.